# Losing Isaiah : Les Chemins de l'amour
Pour plus de détails, voir Fiche technique et Distribution.
Losing Isaiah : Les Chemins de l'amour (Losing Isaiah) est un film américain réalisé par Stephen Gyllenhaal, sorti en 1995.

## Synopsis
Un enfant noir, abandonné par une mère toxicomane, est recueilli par une femme blanche, assistante sociale. Plusieurs années plus tard, la mère biologique sort de prison et apprend la situation. Elle attaque alors en justice la mère adoptive.

## Fiche technique
Source principale : Internet Movie Database - cf.. lien externe
- Titre original : Losing Isaiah
- Titre français : Losing Isaiah : Les Chemins de l'amour
- Réalisation : Stephen Gyllenhaal
- Scénario : Naomi Foner Gyllenhaal, d'après Losing Isaiah de Seth J. Margolis (en)
- Direction artistique : William Arnold
- Décors : Jay Hart
- Costumes : Mary Malin
- Photographie : Andrzej Bartkowiak
- Son :
- Montage : Harvey Rosenstock
- Musique : Mark Isham
- Production : Naomi Foner Gyllenhaal et Hawk Koch (en)
  - Production associée : Kimberly Brent et Sharon Owyang
- Société(s) de production : Paramount Pictures
- Société(s) de distribution :  États-Unis : Paramount Pictures ;  France : United International Pictures
- Budget : 17 millions de $[1]
- Pays d'origine :  États-Unis
- Langue originale : anglaise
- Format : couleurs - 1,85:1 - Son Dolby - Format 35 mm
- Genre : drame
- Durée : 111 minutes
- Dates de sortie :
  -  États-Unis : 17 mars 1995
  -  France : 6 juillet 2010 (DVD)

## Distribution
- Jessica Lange (VF : Ginette Pigeon) : Margaret Lewin
- Halle Berry (VF : Magaly Berdy) : Khaila Richards
- David Strathairn (VF : Hervé Bellon) : Charles Lewin
- Cuba Gooding Jr. (VF : Luc Boulad) : Eddie Hughes
- Daisy Eagan (en) (VF : Melinda Davan-Soulas) : Hannah Lewin
- Marc John Jefferies (VF : Hervé Grull) : Isaiah
- Samuel L. Jackson (VF : Bruno Devoldère) : Kadar Lewis
- Joie Lee : Marie
- Regina Taylor (VF : Julie Dumas) : Gussie
- Latanya Richardson (VF : Sophie Lepanse) : Caroline Jones
- Jacqueline Brookes (VF : Anne Ludovik) : Juge Silbowitz
- Donovon Ian H. McKnight : Amir
- Rikkia A. Smith : Josie
- Paulette McDaniels : Ethel
- Velma Austin : Rehab Leader

## Distinction

### Nomination
- 1996 : Nommé aux NAACP Image Awards, catégorie meilleure actrice pour Halle Berry.